# Осока твердоватая
Осо́ка твердова́тая (лат. Carex duriuscula) — многолетнее травянистое растение, вид рода Осока (Carex) семейства Осоковые (Cyperaceae).

## Ботаническое описание
Серо-зелёное растение, с длинными тонкими ползучими корневищами и пучками побегов, образующих рыхлые дерновинки.
Стебли высотой 5—12(20) см, гладкие, у основания одеты густыми, серыми волокнистыми влагалищами.
Листья щетиновидно-свернутые, шириной до 1,5 мм, жёсткие, несколько курчавые, короче стебля, кверху трёхгранно-шиловидные.
Колоски в числе 3—6(10), андрогинные, скучены в короткую, обычно густую, яйцевидную или шаровидную головку, длиной 0,7—1,2 см, шириной 0,5—1 см. Чешуи широкояйцевидные или широкоэллиптические, островатые или притуплённые, ржаво-бурые, по краю и кверху бело-перепончатые, короче мешочков. Мешочки тонко-кожистые, внизу губчатые, легко отделяющиеся от оси колоска, округло-яйцевидные, реже яйцевидные, зрелые — почти округлые, длиной 2,5—3(3,2) мм, плоско-выпуклые, с полукруглым основанием, на короткой утолщённой ножке, большей частью без жилок или с очень неясными одной—пятью жилками, ржавые или медвяно-бурые, зрелые лоснящиеся, клиновидно стянутые в короткий, по краю слабо шероховатый носик, спереди неглубоко расщеплённый. Кроющие листья чешуевидные.
Число хромосом 2n=50 (Жукова, Петровский, 1977), 60 (Петровский, Жукова, 1981).
Вид описан из Восточной Сибири (Камчатка).

## Распространение и экология
Ареал вида охватывает Западную Сибирь: крайний юго-восток бассейна Оби, Курганский район Курганской области, север и восток бассейна Иртыша, Алтай; Восточную Сибирь: бассейн верхнего течения Яны и Индигирки, Центральная Якутия (на севере встречается у Верхоянска, а также у посёлков Кустур и Томтор), Становое нагорье; Дальний Восток России: Арктика (Западная Чукотка: район Усть-Чауна, северные предгорья и склоны Северного Анюйского хребта; остров Врангеля), бассейн Амура, Приморский край; Центральную Азию: Монголия; Среднюю Азию: Северный и Восточный Казахстан; Восточную Азию: Северный и Северо-Восточный Китай, север полуострова Корея; Северную Америку: Канада (от южного Юкона до Манитобы), юго-восток Аляски, западные и центральные штаты США.
Хотя вид описан с Камчатки, но на Камчатке не встречается. Отмечен в трёх пунктах Новой Гвинеи на высоте 2400—3225 м над уровнем моря.
Произрастает в степях, на степных и каменистых склонах, сухих логах, в сухих разреженных лесах, на опушках, реже приречных песках и галечниках, часто солонцеватых местах; на равнине, в нижнем и среднем поясе гор.

## Классификация

### Представители
В рамках роды выделяют ряд подвидов:
- Carex duriuscula subsp. duriuscula — Китай
- Carex duriuscula subsp. rigescens (Franch.) S.YunLiang & Y.C.Tang — Азия, Новая Гвинея, Северная Америка

### Таксономия
Вид Осока твердоватая входит в род Осока (Carex) трибы Cariceae подсемейства Сытевые (Cariceae) семейства Осоковые (Apiaceae) порядка Злакоцветные (Poales).
|  |                                      |  |                                                             |                                                             |                    |  | ещё 17 семейств (согласно Системе APG II) | ещё 17 семейств (согласно Системе APG II)         |                                                   |  |  |  | ещё 13 триб (согласно Системе APG II) | ещё 13 триб (согласно Системе APG II) |  |  |  |  | ещё более 2450 видов | ещё более 2450 видов |
|  |                                      |  |                                                             |                                                             |                    |  | ещё 17 семейств (согласно Системе APG II) | ещё 17 семейств (согласно Системе APG II)         |                                                   |  |  |  | ещё 13 триб (согласно Системе APG II) | ещё 13 триб (согласно Системе APG II) |  |  |  |  | ещё более 2450 видов | ещё более 2450 видов |
|  |                                      |  |                                                             | порядок Злакоцветные                                        |                    |  |                                           |                                                   | подсемейство Сытевые                              |  |  |  |                                       | род Осока                             |  |  |  |  |                      |                      |
|  |                                      |  |                                                             | порядок Злакоцветные                                        |                    |  |                                           |                                                   | подсемейство Сытевые                              |  |  |  |                                       | род Осока                             |  |  |  |  |                      |                      |
|  | отдел Цветковые, или Покрытосеменные |  |                                                             |                                                             | семейство Осоковые |  |                                           |                                                   | триба Cariceae                                    |  |  |  | вид Осока твердоватая                 |                                       |  |  |  |  |                      |                      |
|  | отдел Цветковые, или Покрытосеменные |  |                                                             |                                                             |                    |  |                                           |                                                   |                                                   |  |  |  |                                       |                                       |  |  |  |  |                      |                      |
|  |                                      |  | ещё 44 порядка цветковых растений (согласно Системе APG II) | ещё 44 порядка цветковых растений (согласно Системе APG II) |                    |  |                                           | подсемейство Мапаниевые (согласно Системе APG II) | подсемейство Мапаниевые (согласно Системе APG II) |  |  |  | ещё около 100 родов                   | ещё около 100 родов                   |  |  |  |  |                      |                      |
|  |                                      |  |                                                             | ещё 44 порядка цветковых растений (согласно Системе APG II) |                    |  |                                           |                                                   | подсемейство Мапаниевые (согласно Системе APG II) |  |  |  |                                       | ещё около 100 родов                   |  |  |  |  |                      |                      |